# 1988年夏季残疾人奥林匹克运动会希腊代表团
1988年夏季残疾人奥林匹克运动会希腊代表团是希腊派出的1988年夏季残疾人奥林匹克运动会代表团。获得1枚银牌和3枚铜牌。